# مولوی محمد موسی
مولوی محمد موسی (زاده: ۱۳۳۰،ولایت غور) سیاست‌مدار افغانستانی، والی پیشین غور.مولوی محمد موسی زاده ولسوالی تاجک نشین  مرغاب بود.
مولوی محمد موسی به اثر مریضی که عاید حال وی شده بود در سال ۱۳۷۵ در بیمارستان در کابل در گذشت.

## حزب سیاسی
مولوی محمد موسی عضویت حزب جمعیت اسلامی افغانستان را داشت.